# Vanvucești
Vanvucești falu Romániában, Erdélyben, Fehér megyében.

## Fekvése
Lepus közelében fekvő település.

## Története
Vanvuceşti korábban Lepus része volt. 1956 körül vált külön 52 lakossal.
1966-ban 106, 1977-ben 46, 1992-ben és 2002-ben is 37 román lakosa volt.